# Шнуров, Сергей Владимирович
Серге́й Влади́мирович Шну́ров (род. 13 апреля 1973, Ленинград, СССР), также известный под псевдонимом Шнур, — российский певец, композитор, поэт, автор-исполнитель, рок-музыкант, телеведущий, шоумен, медиаменеджер, художник, общественный деятель, актёр кино, телевидения, озвучивания и дубляжа. Лидер рок-групп «Ленинград» и «Рубль», продюсер групп «Диоды» и «Зоя».
С 29 июня 2020 по 10 марта 2022 года — генеральный продюсер телеканала RTVI. Сопредседатель «Партии Роста».

## Биография
Родился 13 апреля 1973 года в Ленинграде.
Коренной петербуржец. 5 (18) апреля 1915 во Введенском соборе напротив Царскосельского вокзала в Петрограде (ныне не существует) прадед музыканта, 19-летний «крестьянин дер. Каменка Себежского уезда Витебской губернии» Дионосий (Денис) Степанович Шнуров, обвенчался с «крестьянской девицей» из дер. Малое Хмелище Опочецкого уезда Псковской губернии, 24-летней Анной Лупантьевной. У супругов было двое детей — дочь Зинаида (1916—1917, родилась и умерла в Петрограде) и сын Павел (родился 22 августа 1918 в Нарве, на тот момент Эстонская республика). Семья жила на Клинском проспекте, позднее в 7-й роте, д. 19, кв. 19. Павел Денисович Шнуров с октября 1939 по июнь 1946 служил в РККА, в годы Великой Отечественной войны водил полуторку на Дороге жизни, награжден медалью «За оборону Ленинграда».
Учился в общеобразовательной школе номер 564, затем поступил в Ленинградский инженерно-строительный институт, и, не окончив, перешёл в Реставрационный лицей. Специальность после выпуска — реставратор произведений из дерева 4-го разряда. После учёбы в лицее поступил в Религиозно-философский институт на философский факультет, где проучился три года.
Работал грузчиком, сторожем в детском саду, стекольщиком, кузнецом, столяром, дизайнером в рекламном агентстве, ассистентом на съёмках видеоклипов, промоушн-директором на радиостанции «Модерн».
В 1991 году стал музыкантом, ещё c восьмого класса занимаясь рок-музыкой. Начал с проекта «Алкорепица», это был первый российский хардкор-рэп-проект. Затем был коллектив электронной музыки под названием «Ухо Ван Гога».
9 января 1997 года появилась группа «Ленинград».

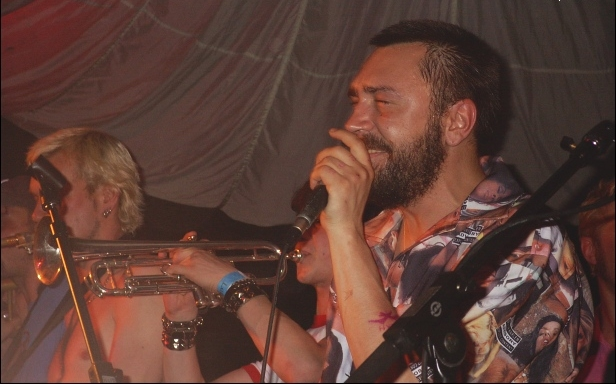
Сергей Шнуров, 2003 год

А 26 сентября 2008 года музыкант создал группу «Рубль».
1 июня 2021 года презентовал музыкальный проект «Зоя»
Кроме этого, Сергей Шнуров выпустил два сольных альбома.
Исполняет песни в жанрах гаражный рок, ска, панк-рок и русский шансон. В песнях повсеместно использует ненормативную лексику. На концерте в Нюрнберге вышел на сцену голым. Также Сергей Шнуров выступал голым в конце выступления с группой «Рубль» на фестивале Kubana в августе 2010 года и на концертах группы «Ленинград» в Москве 5 и 6 июня 2014 года, в столичном клубе «Известия Hall».
Также был ведущим телевизионных передач «Шнур вокруг света» (НТВ, 2006), «Ленинградский фронт» (Пятый канал, 2005), «Окопная жизнь» (НТВ, 2008), «История российского шоу-бизнеса» (СТС, 2010) и «Культ тура» (Матч ТВ, 2015—2016). С сентября по ноябрь 2016 года вёл ток-шоу «Про любовь» на «Первом канале» в паре с Софико Шеварднадзе, осенью 2017 года недолго вёл на том же канале проект «Главный котик страны».
Занимается искусством, является автором направления «брэндреализм». По его признанию, музыкант только придумывает концепции произведений, исполняют же их сторонние авторы.
Многократно снимался в кино. 
Также пишет музыку к кинофильмам, сочиняет песни для групп «Ленинград», «Диоды» и «Рубль», а также — для Светы Колібабы и проекта «Зоя». Так, известность в кино принесла ему музыка к кинофильмам «Бумер» и «Бумер. Фильм второй».
В 2003 году записал альбом Huinya c известным музыкальным трио из Лондона The Tiger Lillies.
В 2007 году сыграл главную роль в опере «Бенвенуто Челлини» в Мариинском театре в постановке Василия Бархатова.
Музыкант также занимается озвучиванием аудиокниг, героев мультфильмов и фильмов и др.
Многократно был номинирован на премию «ТОП 50. Самые знаменитые люди Петербурга» и в 2009 году взял премию, как самый знаменитый петербуржец в номинации «Музыка».

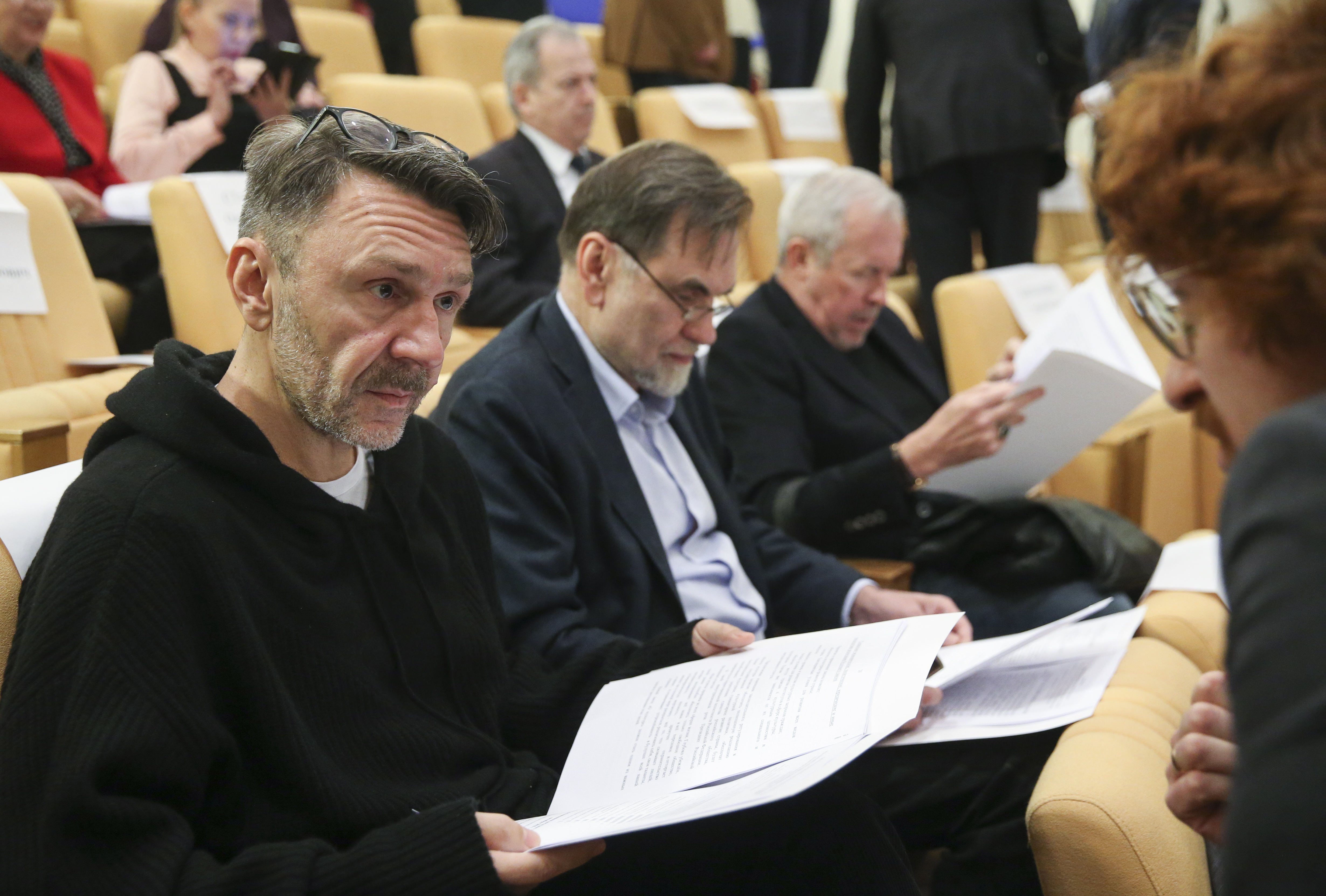
Сергей Шнуров на парламентских слушаниях «Об основных принципах правового регулирования в новом законе „О культуре“». Государственная дума, 22 марта 2019

В 2016 году стал человеком и музыкантом года по версии журнала GQ.
Осенью 2018 и 2019 годов был одним из наставников в шоу «Голос» на «Первом канале».
В марте 2019 года в своём Инстаграме он опубликовал стихотворение, в котором объявил о том, что предстоящий тур группы будет последним. Причина распада назревала последние два года, однако группа это даже не обсуждала.
С февраля 2019 года — член Общественного совета при комитете Государственной думы Федерального собрания Российской Федерации по культуре.
В декабре 2019 года вошёл в совет по культуре Российско-китайского комитета дружбы.
29 июня 2020 года назначен генеральным продюсером международного русскоязычного телеканала RTVI. На данном канале с 14 июля стал вести короткую авторскую программу «Картинки с выставки». 10 марта 2022 года покинул должность из-за несовпадения взглядов.

## Личная жизнь
- Первая жена — Мария Исмагилова.
  - Дочь Серафима (р. 1993; окончила философский факультет Санкт-Петербургского государственного университета, кафедру философии и культурологии Востока, где изучала китайскую философию[12][37][38]). Работает графическим дизайнером. Замужем за барменом Вячеславом Астаниным[39].
- Вторая жена — Светлана Костицына[10], бывший директор группы «Пеп-Си».
  - Сын Аполлон (р. 2000, назван в честь поэта Аполлона Григорьева)[10].
- Третья жена — (Матильда) Елена Мозговая (2010—2018). 25 мая 2018 года супруги заявили о намерении развестись[40][41]. 15 августа официально оформили расторжение брака[42].
- Четвёртая жена — Ольга Абрамова (2018—2024). Дочь уральского бизнесмена миллиардера Валерия Вениаминовича Абрамова[43]. Летом 2021 стало известно о рождении третьего ребёнка. Как позже уточнил Сергей Шнуров, у него родился сын[44]. Летом 2022 Шнуров стал отцом в четвёртый раз[45]. 23 сентября 2024 года в СМИ появилась новость, что Ольга подала на развод[46].

В течение нескольких лет Шнуров состоял в отношениях с актрисой Оксаной Акиньшиной, которой на момент начала отношений было 15 лет.

## Взгляды
Музыкант критически отзывается о деятельности «Единой России», «Наших» и других прокремлёвских организаций, а также заявлял об отсутствии желания встречаться с Владимиром Путиным, назвав «инфантилизмом» веру в то, что с властью можно о чём-то договориться.
В сентябре 2010 года Шнуров выпустил клип, высмеивающий музыкантов — защитников Химкинского леса. Герой песни утверждает, что их активность вызвана желанием увеличить продажи билетов.
26 января 2011 года заявил, что отрицает наличие гражданского общества в России, что президентские выборы 2012 года не будут честными, что Михаила Ходорковского надо выпустить из заключения.
В феврале 2013 года, отвечая на вопрос журнала The New Times, выступил со словами поддержки в адрес гомосексуальных подростков: «Нет ни эллина, ни иудея. Эти слова были сказаны не мной, и этим словам уже 2000 лет. Что-то с тех пор изменилось? Есть люди. Всё остальное не имеет значения».
12 апреля 2013 года объявил, что никогда не собирался и не собирается заниматься политикой.
19 марта 2015 года выступил с предложением запретить продажу алкоголя и наркотиков лицам без высшего образования.

Воздерживается от заявлений по поводу политической ситуации на Украине, а свою политическую позицию объясняет так: 
Есть. И эта позиция очень простая: и это тоже пройдёт. Это не навсегда: и эти люди не навсегда, и конфликт не навсегда, всё это [задумывается]… Если на каждую такую штуку обращать внимание… Мне 42 года. Я жил в другой стране — с другими деньгами, с другими ценностями, и если бы я искренне верил во всю ту хуйню, про которую мне каждый раз говорили, я бы сошёл с ума. Почему я сейчас должен относиться к тому, что говорится, всерьёз? Я знаю, что надо держаться подальше от всей этой хуйни. Моя позиция заключается в том, что в политике правды нет. Те люди, которые ищут в политическом поле истину, — просто глупцы. Политика — это наколка, и это нужно понимать.
Противник смертной казни. Выступал за освобождение белорусских политзаключённых Валерия Левоневского и Александра Васильева.

По поводу мата, который часто присутствует в его творчестве, говорит следующее:
Да дело в том, что нет никакого матерного языка. Есть русский язык во всем его объёме. Не нужно выделять этот матерный язык. Это что, отдельный какой-то умирающий или существующий язык? Нет никакого матерного языка. Есть русский язык, который включает в себя и слово «хуй». Это русское слово, это русский язык. Давайте его исключим — это будет не совсем русский язык. Вернее, язык, но не в полном его объёме. Вот и всё.
И вообще разговорный русский язык — он очень отличается от публичного языка. И весь феномен успеха группировки «Ленинград» — то, что присутствие ненормативной лексики резко сокращает дистанцию между артистом и зрителем. Мы буквально переносимся в баню, где человек человеку — брат. И ты можешь быть уже не совсем артистом, потому что артист — это существо практически близкое к Администрации президента, то бишь оно должно говорить сугубо литературным языком, не используя те слова, которые, конечно же, используют все. Артист — он как будто с небес сошёл. Это наследие эпохи Романтизма, не переболевшей ещё. И в России мы до сих пор живём в какую-то эпоху, как я это называю, турецкого Барокко. Где балясина — это высокое искусство, а какое-нибудь современное искусство и полено — это уже не высокое искусство. Не искусство, не культура, никакого отношения к культуре в широком смысле не имеет. Мат не имеет права даже туда входить, потому что тот, кто матерится, он, как бы, бескультурный. Он выносится за скобки культурного процесса. Принято считать, что это всё не является культурой, хотя в широком смысле, конечно же, это культура. А что же это ещё?
На своей странице в Instagram Сергей Шнуров публикует сатирические стихотворения на социально-политическую тематику, комментируя в них актуальные новости.
20 февраля 2020 года вступил в «Партию Роста». Стал 36 членом петербургского отделения партии. «Мне кажется, что я вам пригожусь — по крайней мере, внесу яркие краски, буду называть вещи своими именами. Со мной будет явно веселей», — сказал Шнуров, получая партийный билет.
В марте 2020 года в эфире радиостанции «Комсомольская правда» замешкался с ответом на вопрос «Крым наш?», а после раздумий заявил — «Поживём — увидим». Этот неоднозначный ответ вызвал критику в адрес Шнурова. Также на вопрос «Донбасс — это Украина?» ответил «Да».
19 марта 2020 года председатель «Партии Роста» Борис Титов заявил о том, что Сергей Шнуров будет выдвинут от партии на довыборы в Законодательное собрание Санкт-Петербурга 7 июня 2020 года.
На партийном съезде 7 июля избран одним из сопредседателей «Партии Роста».
16 июля Борис Титов заявил, что Шнуров принял решение баллотироваться в депутаты Государственной думы на выборах в 2021 году, однако позже Шнуров опроверг эту информацию.

В 2022 году на вопрос о позиции на счёт вторжения России на Украину ответил:
Сейчас такие времена, что нужно выбирать. Да идите нахуй. Моё право: хочу — выбираю, не хочу — не выбираю. Тебе приносят стакан с водкой и стакан с виски, а ты хочешь вино. Не хочу я выбирать из этого вашего набора. Это ложный выбор.
Также высказался об отменах выступлений артистов, осудивших вторжение, и запрете называть происходящее войной:
Запрещать слова — это самое глупое, что может быть. Если у тебя нет слов для объяснения реальности, ты становишься немым. Сейчас мы все начинаем мычать. Зачем это запрещать?
Запрет — это в любом случае знак бессилия. Политтехнология должна обладать мягкой силой. Ты должен выигрывать в риторике, ты должен выигрывать в споре. Если мы запретим слово «брюнетка», то что, все блондинками станут? Нет.

Я считаю, что нельзя отменять концерты, советовать, что им говорить. Всегда должно быть мнение, с которым можно спорить.

## Оценки
12 мая 2017 года последователи Церкви летающего Макаронного Монстра признали Сергея Шнурова своим святым, за что он выразил им свою благодарность. Поводом для канонизации стала его песня о лапше быстрого приготовления.
Известный российский тележурналист Владимир Познер в августе 2017 года негативно отозвался об опыте интервью с Сергеем Шнуровым (оно было показано в эфире авторской передачи «Познер» на «Первом» в октябре 2016 года) и назвал музыканта «пустым» и «неинтересным». «Я не знал, что он такой. Я не хочу сказать, что он глупый. Но он провалил это интервью!» — констатировал Познер. В ответ на эту оценку Шнуров предложил оппоненту принять участие в рэп-баттле, от которого журналист отказался.
Музыкальный критик Артемий Троицкий критикует Шнурова за его позицию по украинскому вопросу, охарактеризовав его как «циничного типа, который делает всё так, чтобы и рыбку съесть, и на трамвае прокатиться». Песню к детской передаче «С добрым утром, малыши!» он же назвал «пределом цинизма». Троицкого возмутило обстоятельство, что певец, известный своим частым сквернословием, решил взяться за исполнение детских песен.
Украинский журналист Айдер Муждабаев подверг критике российского рок-певца за частые несанкционированные посещения территории Крыма не через Украину и целенаправленную работу на Кремль: «…Шнур — это певец кремлёвский. Это певец администрации президента РФ. Он на их корпоративах поёт. Он создан только для того, чтобы офисный планктон орал про Москву и горящие колокола — и при этом ничего не делал…».
При этом сам Сергей Шнуров никогда не поддерживал политику Путина и заявлял, что для него не имеет значения, где выступать, потому что он выступает «не для территории, а для людей». К тому же, по его мнению, «в Крым приезжает много украинцев, для которых это единственная возможность сходить на „Ленинград“, так как с 2014 года группа отказалась от поездок на Украину в целях безопасности».

Заведующий отделом современного искусства Эрмитажа Дмитрий Озерков считает, что:
Сила «Ленинграда» не столько в социальной роли, сколько в том, как они работают с русским языком. Они его раскрепощают, вновь запуская в него мат, что очень неприлично, но возвращает языку его исконную свободу, простоту и мелодику. В языке культуры много формальностей и самоограничений, элитарное и массовое сильно разведены, особенно в Петербурге. «Ленинград» воссоединяет высокое и низкое. Эта революция — уже часть истории.
Рэпер Pharaoh отзывается о Сергее Шнурове так:
Во-первых, «Ленинград» дарит нам всем о***нное настроение. Во-вторых, Сергей Шнуров — артист с большой буквы, человек фантастически харизматичный и превосходно образованный, прошедший с рок-н-роллом через огонь и воду. Уникальная искренность суждений бьёт в сердце не только, как принято считать, обывателей, но и всей российской действительности. Причиной феномена «Ленинграда» я считаю неимоверный объём работы, проделанной Шнуровым и его группировкой во всех жизненных аспектах — от пьянок до студийных ночей на протяжении 21 года существования команды. Увидите Шнурова на улице в Питере — обязательно подойдите и скажите «спасибо».
Журналист и режиссёр Александр Невзоров, комментируя свою дружбу с Сергеем Шнуровым, заявил в интервью блогеру Дмитрию Ларину, что Шнуров — «блестящий интеллектуал», что для него самого было открытием, поскольку не увязывалось с образом «матерщинника в обвислой майке».
Киноактёр Райан Рейнольдс назвал Сергея Шнурова «своим любимым русским».
По мнению питерского искусствоведа Андрея Россомахина, Сергей Шнуров развивает самые жёсткие традиции дореволюционной российской эстрады, в которой можно найти точные аналогии к его творчеству. В частности, ближе всех к Шнурову оказывается грубоватый столичный куплетист Михаил Савояров, заслуживший прозвание «короля эксцентрики». Злободневное пересмешничество, пародийность и гротеск, жаргон и стёб, артистическая маска люмпена и алкоголика, брутальность и грубость (доходящая до физиологичности), работа за гранью нормы и создание собственного формата — всё это ровно через сто лет роднит С. Шнурова с «королём эксцентрики» эпохи войн и революций. Среди важнейших из ориентиров более позднего, советского времени можно назвать Аркадия Северного.

## Доходы, заработки, бизнес
В рейтинге Forbes звёзд шоу-бизнеса и спорта — 2016 поднялся с 28 места на 3-е. Его доход составил $11 млн, в то время как в рейтинге 2015 года его доход составлял $2,7 млн.
Forbes подсчитал, сколько звезды заработали с 1 июня 2017 по 31 мая 2018 года. Сергей Шнуров и группа «Ленинград» заняли второе место в списке самых богатых российских знаменитостей ($13,9 млн).
С 2010 года Сергей Шнуров некоторое время (не позднее 2018) был совладельцем бара «Синий Пушкин» в Санкт-Петербурге.
В 2014 году зарегистрировал бренд линии мужской одежды Shnurovs, для продаж через собственный интернет-магазин; в 2019 рассказал, что не стал развивать этот бизнес из-за скачка курса валют.
В июне 2020 года стал владельцем 20 % компании ООО «Карбон Продакшн», занимающейся производством видеоконтента для телевидения.
Весной 2021 года зарегистрировал свой товарный знак «Зоя».

### Отношения с Евгением Пригожиным
Поддерживал Евгения Пригожина в ходе его конфликта с губернатором Санкт-Петербурга Александром Бегловым, выпустил пять песен, посвященных критике Беглова. Записывал саундтреки к снятым фирмами Пригожина фильмам о ЧВК Вагнер.
В июле 2023 года во время обыска дома Пригожина был обнаружен USB-флеш-накопитель с нигде не публиковавшейся песней Шнурова «Повар», которая была посвящена Пригожину.

## Дискография

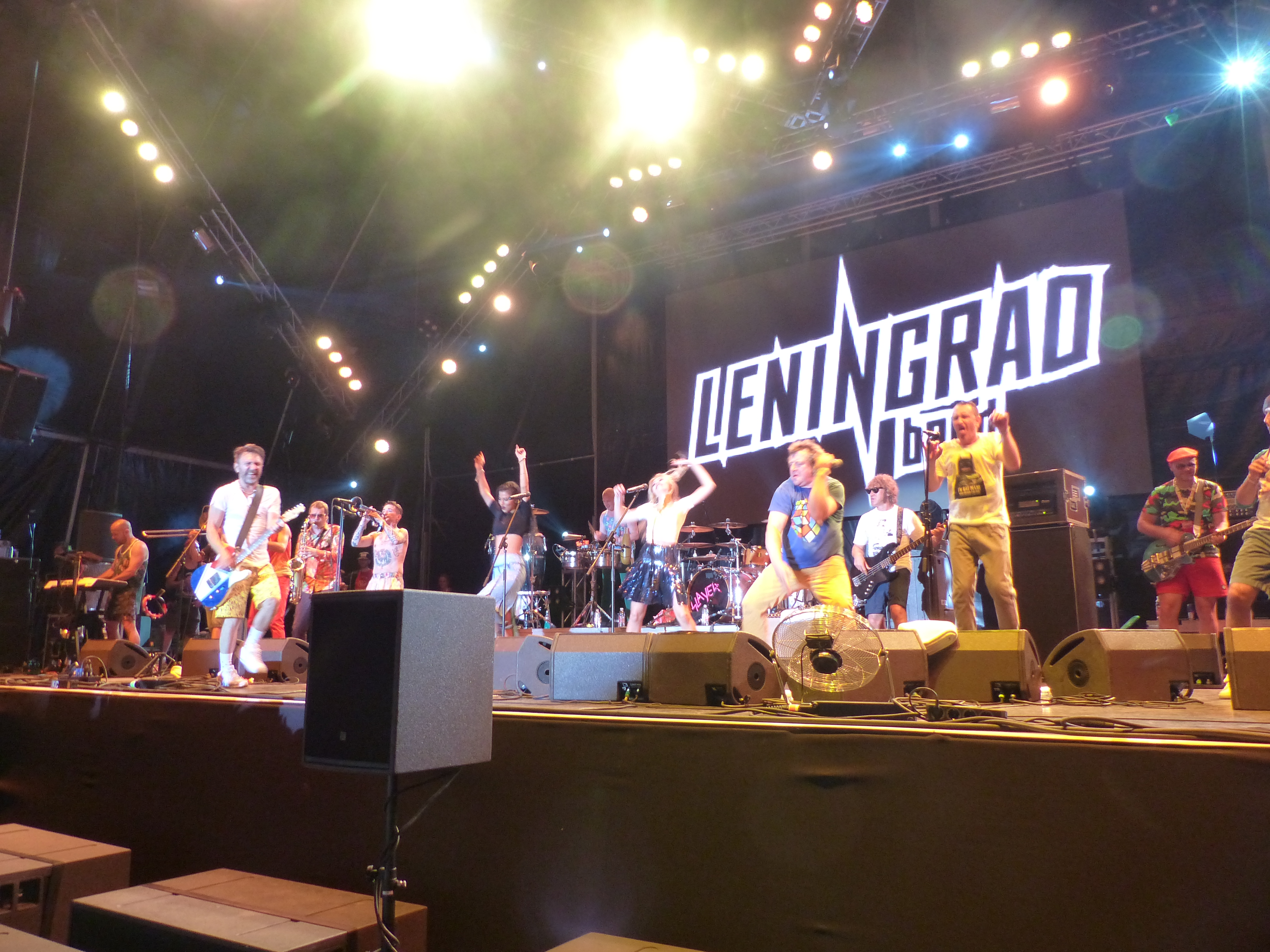
Группа «Ленинград», 2016 год

### С группой «Ленинград»

#### Альбомы
- 1999 — Пуля
- 1999 — Мат без электричества
- 2000 — Дачники
- 2001 — Маде ин жопа
- 2001 — Пуля +
- 2002 — Пираты XXI века
- 2002 — Точка
- 2003 — Для миллионов
- 2004 — Бабаробот
- 2005 — Huinya (совместно с The Tiger Lillies)
- 2005 — Хлеб
- 2006 — Бабье лето
- 2007 — Аврора
- 2011 — Хна
- 2011 — Вечный огонь
- 2012 — Рыба
- 2012 — Вечерний Ленинград
- 2014 — Пляж наш
- 2014 — Фарш
- 2018 — Всякое
- 2024 — Синяя богиня

#### Синглы
- 2000 — Новый Год — 2000

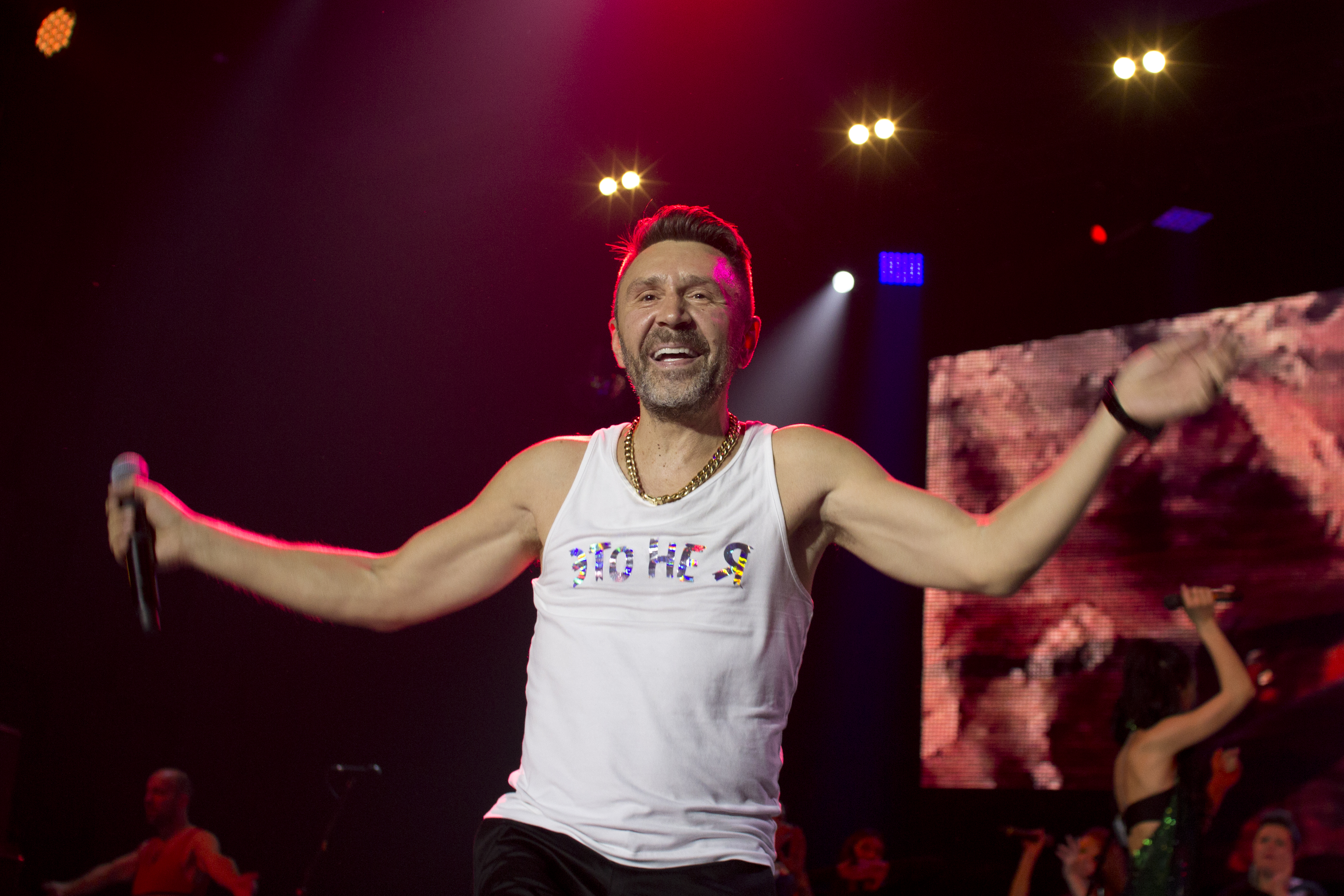
Сергей Шнуров, 2017 год

- 2000 — Новый Год (specialDISCODISCOmix) (при участии Игоря Вдовина)
- 2002 — Русское чудо
- 2012 — Рыба
- 2013 — Плачу
- 2013 — Родная
- 2013 — Суходрочка
- 2013 — Сумка
- 2013 — Интеграл
- 2013 — Цунами
- 2013 — Дорожная
- 2014 — Ueban
- 2014 — 37-й
- 2014 — Мои хуи
- 2014 — Платье
- 2014 — Винни Пух и все-все-все
- 2014 — Скоро в школу
- 2014 — Патриотка
- 2015 — Like
- 2015 — Восхитительно
- 2015 — Карасик
- 2015 — Бомба
- 2015 — Отпускная
- 2015 — Вип
- 2015 — Красная смородина
- 2015 — Молитвенная
- 2015 — ЗОЖ
- 2015 — Самая любимая
- 2016 — Экспонат
- 2016 — В Питере — пить
- 2016 — С добрым утром, малыши!
- 2016 — Сиськи
- 2016 — Очки Собчак
- 2016 — Обезьяна и Орёл
- 2016 — Начинаем отмечать!
- 2017 — Кольщик
- 2017 — Экстаз
- 2017 — Ч. П. Х.
- 2017 — Кандидат
- 2017 — Вояж
- 2017 — Не со мной (при участии Slider & Magnit)
- 2018 — Не Париж
- 2018 — В Зените
- 2018 — Жу-жу (при участии Глюк’oZы и ST)
- 2018 — Возня в грязи
- 2018 — Думаю
- 2018 — Не хочу быть москвичом
- 2018 — Цой
- 2018 — Антидепрессанты
- 2018 — Золото
- 2018 — Предновогодняя
- 2019 — Сублимация
- 2019 — Кабриолет
- 2019 — i_$uss
- 2019 — Компромисс
- 2020 — Фотосессия
- 2020 — Миг
- 2021 — Сюрприз
- 2022 — Пока так
- 2022 — Покаянная
- 2022 — Ритм и мелодия
- 2022 — Па-спорт
- 2022 — Свободная касса
- 2022 — Мерси, Баку!
- 2022 — Прощай, элита!
- 2022 — Входа нет!
- 2022 — А у олигархата…
- 2022 — Мелочи
- 2022 — Геополитическая
- 2022 — Иноагент
- 2022 — Наша экономика
- 2022 — Москвич
- 2022 — Оспа
- 2022 — Не Зорро
- 2022 — Мертвец
- 2022 — Аналоговнет
- 2022 — Биг Ловкая Жопа и Ленинградский Болт
- 2022 — Нет **йне!
- 2022 — Гамаюн
- 2023 — Гендерная
- 2023 — Русский
- 2023 — Психотерапевтическая
- 2023 — Принцип
- 2023 — Ё! О!
- 2023 — Тюль
- 2024 — Не суждено (Live)
- 2024 — Фантомас
- 2024 — Эталон
- 2024 — Ёлки. Тёлки. Озеро
- 2024 — Фиеста
- 2025 — Биография
- 2025 — Тирзетта
- 2025 — Королева рынка

#### Сборники
- 2001 — Я бухаю, но могу ускориться (бутлег)
- 2004 — (Не)полное собрание сочинений. Том I
- 2014 — Лучшее

#### VHS
- 2002 — Череп и гости

#### DVD
- 2005 — Ленинград уделывает Америку
- 2007 — Ленинград. Клипы
- 2007 — Ленин-град жив!!!
- 2010 — Последний концерт Ленинграда

#### Концертные альбомы
- 2003 — Ленинград уделывает Америку
- 2008 — Ленинград на НАШЕм радио
- 2008 — Концерт в ДС 'Юбилейный'
- 2008 — ГлавClub
- 2010 — Последний концерт Ленинграда
- 2012 — Зелёный театр

#### Неизданное
- 2000 — Соки и воды
- 2003 — Нашествие
- 2004 — Бумер
- 2006 — Бумер. Фильм второй
- 2006 — Любовь и боль
- 2006 — Ленин-град Жив!!!
- 2007 — Аврора демо
- 2007 — Eurosnic Festival
- 2010 — Снова живы для наживы
- 2012 — Оупэн Эйр
- 2013 — Live in Sziget

#### Прочие релизы
- 2012 — С нами пох (неофициальный альбом)
- 2014 — Платье (неофициальный альбом)
- 2014 — Поп и Балда (неофициальный альбом)
- 2024 — Бумеры и зумеры (мини-альбом, совместно с Instasamka)

### С группой «Рубль»

#### Альбомы
- 2009 — Сдачи не надо (дебютный альбом нового проекта)
- 2010 — Сдачи не надо (диск в сборке А. К. Троицкого)

#### Синглы
- 2009 — Рубль (сингл на виниле)
- 2009 — Совесть (макси-сингл)

#### DVD
- 2010 — Ничего нового

#### Прочие релизы
- 2010 — Специально для «Большого города»
- 2010 — Аудиоколонка «Большого города»
- 2011 — Hot dog’s
- 2011 — Неизданное + бонус «Синий Пушкин» (Минус) 2008—2011

### С проектом «Зоя»(автор песен)

#### Альбомы
- 2021 — Это жизнь

#### Синглы
- 2021 — Малибу
- 2021 — Мне бы хлеба
- 2021 — МаниФест
- 2023 — За грехи
- 2024 — Философия

### Сольно

#### Альбомы
- 2003 — Второй Магаданский...
- 2012 — Лютик (альбом на виниле)

#### Синглы
- 2018 — Страшная месть
- 2024 — Дракон

#### Гостевое участие
- 2004 — Из дома вышел человек (Ехали, Троллейбус)
- 2004 — Неоновый ковбой (Как люди, Animal ДжаZ)
- 2005 — Мир лентяям (Давай мир лентяям!, Оркестр Зачем)
- 2005 — Гомики (Короли четверга, Пойманные муравьеды)
- 2005 — Шоу-бизнес (Альтернатива для зависающих, Пасхальное шествие)
- 2005 — Башка (Пока я живу, Pushking)
- 2005 — Оборотень с гитарой (Третья чаша, Неприкасаемые)
- 2005 — Легали-ЗЕЕ (Демоны, Порно)
- 2008 — НЭХ! (Сонце-Хмари)
- 2011 — Просто в кайф (Муравьиная тропа, Алексей Мурашов)
- 2011 — Дважды два равно четыре [Рингтон] (Новые кирпы моо фок, Кирпичи)
- 2011 — Пиратская (Здесь и сейчас, Лампасы)
- 2012 — Spam (Double Trouble, ТНМК)
- 2013 — Там, где ты есть (clip version, F.P.G. и другие)
- 2018 — Солярис, Флешгроб (в составе группы Рубль) (Phuneral, Pharaoh)
- 2018 — Не дай вам Бог (OST «Гоголь. Страшная месть», Аквариум)
- 2018 — Какая-то фигня (Леонид Агутин)
- 2020 — Эксгиби (группа «Бали»)
- 2021 — МаниФест (Зоя)
- 2022 — Я остаюсь (Гарик Сукачёв и другие)

Кроме того является автором песен «Господи, дай мне сил», «Терминатор», «Буёк», «Луи Витон» и «Накатила грусть», которые исполняет Григорий Лепс.

## Живопись
Сергей Шнуров представляет свои полотна (формально являясь автором концепции, а не исполнителем) на художественных выставках, стиль картин автор назвал «брендреализм», концепция заключается в показе доминации бренда над людьми.
|              |         |             |            |
| «В Эрмитаже» | «Нефть» | «Эксклюзив» | «Футболка» |

Работа Сергея Шнурова «Рубашка» хранится в коллекции музея современного искусства Эрарта в Санкт-Петербурге, в котором в течение двух месяцев (с 9 февраля по 9 апреля 2017 года) проходила выставка Сергея Шнурова «Ретроспектива брендреализма».
7 июня 2017 года Сергей Шнуров открыл выставку «Ретроспектива брендреализма» в Московском музее современного искусства. В ходе общения с прессой музыкант заявил, что после его смерти картины могут попасть в Эрмитаж.

## Фильмография

### Актёр
| Год  |   | Название              | Роль                                               |
| ---- | - | --------------------- | -------------------------------------------------- |
| 2001 | с | Агентство НЛС         | электрик-музыкант                                  |
| 2002 | с | Деньги                | Сергей                                             |
| 2002 | ф | Копейка               | алкаш-нервный                                      |
| 2002 | ф | Теория запоя          | фея-гаишник                                        |
| 2003 | ф | Игры мотыльков        | Джон (клавишник из группы Кости)                   |
| 2004 | ф | 4                     | Володя                                             |
| 2005 | ф | Дневной Дозор         | гость на дне рождения Егора (эпизодическая роль)   |
| 2007 | ф | День выборов          | лидер панк-рок-группы «Ненормалы»                  |
| 2007 | ф | Не в последний раз    | эпизодическая роль                                 |
| 2007 | ф | 2-Асса-2              | камео                                              |
| 2008 | ф | Европа-Азия           | Иннокентий                                         |
| 2010 | ф | Счастливый конец      | Лев                                                |
| 2010 | ф | Слон                  | Зарезин                                            |
| 2010 | ф | Перемирие             | Генка Собакин                                      |
| 2010 | ф | Борцу не больно       | Клим                                               |
| 2011 | ф | Звёздный ворс         | Мозг                                               |
| 2011 | ф | Generation П          | Андрей Гиреев                                      |
| 2011 | ф | Собиратель пуль       | человек в парке                                    |
| 2012 | с | Детка                 | Константин Подольский                              |
| 2012 | ф | Пока ночь не разлучит | посетитель ресторана                               |
| 2013 | с | Хмуров                | Данилов, солист музыкальной группы                 |
| 2013 | ф | Шахта                 | шахтёр Димон                                       |
| 2014 | ф | Гена Бетон            | Роман Лазаревский, «теневой» хозяин города         |
| 2014 | ф | 8 новых свиданий      | камео                                              |
| 2014 | ф | Узник старой усадьбы  | привидение (главная роль)                          |
| 2015 | ф | Приличные люди        | зек Игорь Семченко                                 |
| 2015 | ф | Хардкор               | наёмник, которому Генри зажимает нос плоскогубцами |
| 2017 | с | Физрук                | камео                                              |
| 2018 | ф | Я худею               | Сергей, отец Ани                                   |
| 2019 | с | 100янов               | Шнур                                               |
| 2019 | ф | Картина               | камео                                              |
| 2020 | с | Чума!                 | рассказчик, певец                                  |
| 2020 | с | Чума! Вторая волна    | рассказчик, певец                                  |
| 2021 | ф | Никто                 | Валентин, бандит, посланный убить Дэвида           |
| 2022 | ф | Золотые соседи        | Ботаник                                            |
| 2024 | ф | Небриллиантовая рука  | камео                                              |

Также Сергей Шнуров вместе с группой «Ленинград» указан в сценарии незавершённого фильма Алексея Балабанова «Американец».

### Продюсер
- 2020 — Чума!
- 2020 — Чума! Вторая волна
- 2021 — По колено

### Телеведущий
- 2004 — Неголубой огонёк (REN-TV)[108]
- 2005 — Неголубой огонёк 2 (REN-TV)
- 2005 — Ленинградский фронт (цикл ТВ-передач, Пятый канал)
- 2005 — MTV Russia Music Awards (MTV Россия)[109]
- 2006 — Шнур вокруг света (НТВ)[110]
- 2006 — Запрещённые песни-2 (фильм-концерт, НТВ)[111]
- 2007 — Живая история. Яблочко (цикл ТВ-передач, Пятый канал)
- 2008 — Окопная жизнь (цикл ТВ-передач, НТВ)
- 2008 — ТОП 50. Самые знаменитые люди Петербурга
- 2010 — История российского шоу-бизнеса (СТС)
- 2011 — Блокада. Тайны НКВД[112]
- 2015 — Культ тура (Матч ТВ)[113]
- 2016 — Про любовь (ток-шоу, Первый канал)[114]
- 2017 — Главный котик страны (Первый канал)[115]
- 2017 — Новый год, дети и все-все-все! (СТС)
- 2018 — Голос. 7 сезон. Перезагрузка (Первый канал) — наставник
- 2019 — Форт Боярд. Возвращение (СТС)
- 2019 — Голос. 8 сезон (Первый канал) — наставник
- 2020 — Третьяковка с Сергеем Шнуровым (онлайн-экскурсия)[116][117]
- 2020 — Картинки с выставки (RTVI)
- 2020 — Голос. 9 сезон (Первый канал) — наставник
- 2021 — КВН. Высшая лига. Пятая 1/8 финала — член жюри
- 2024 — Новая Фабрика звёзд (ТНТ) — наставник

### Съёмки в клипах других исполнителей
- 2012 — Мандаринки — Кайфую[118]
- 2018 — Каста — На том конце
- 2018 — Филипп Киркоров и Николай Басков — Ibiza
- 2018 — COSMOS Girls — Mama ama rich...
- 2019 — Milmars — Бой[119]

### Озвучивание

#### Мультфильмы
- 2015 — «Савва. Сердце воина» — Обезьяны
- 2016 — «Урфин Джюс и его деревянные солдаты» — генерал дуболомов
- 2020 — «Белка и Стрелка. Карибская тайна» — Слонеж

#### Другое
- 2007 — аудиокнига «Москва — Петушки»[120]
- 2010 — «Тюряга» (онлайн-приложение ВКонтакте)
- 2011 — выступление Владимира Мятого на концерте «Всё размыто» (Белоруссия)
- 2016 — курс аудиолекций «Русское искусство XX века» для проекта Arzamas[121][122]
- 2017 — аудиогид к картинам Пушкинского музея — картина «Красные виноградники в Арле» Винсента Ван Гога[123]
- 2021 — аудиокнига «Великая кошачья революция» — бог Валерьянис[124]

### Дубляж
- 2006 — «Восточный парк» (Венгрия)[125]
- 2010 — «Генсбур. Любовь хулигана» (Франция) — Серж Генсбур (Эрик Эльмонино)[126]
- 2011 — «Ронал-варвар» (Дания) — жрец Гу’ра Зул[127]

### Документальные фильмы
- 2006 — «Он ругается матом» (реж. Тофик Шахвердиев)
- 2009 — «Ленинград. Мужчина, который поёт» (реж. Питер Риппл)
- 2013 — «Хуй-хуй» (реж. Наталия Мещанинова)
- 2017 — «В Питере — петь» (реж. Драган Куюнджич)[128]
- 2018 — «Сергей Шнуров. Экспонат» (реж. Константин Смигла)[129]

## Музыка к фильмам, телесериалам, шоу и рекламе
1. 2001 — Агентство НЛС
2. 2002 — Теория запоя
3. 2002 — Копейка — Песня «Копейка»
4. 2002 — заставка для реалити-шоу «Русское чудо»
5. 2003 — Бумер
6. 2003 — Игры мотыльков
7. 2003 — Коктебель — Песня «Дороги»
8. 2004 — Личный номер
9. 2005 — И всё осветилось
10. 2006 — Бумер. Фильм второй
11. 2006 — Улицы разбитых фонарей. Менты-8 (телесериал) — Песня «Если что»
12. 2007 — Ярик
13. 2007 — День выборов — Песня «Выбора» (песня принадлежит группе «Несчастный случай»[130], но в фильме исполняется Сергеем Шнуровым)
14. 2008 — 2-Асса-2
15. 2008 — День Д
16. 2010 — Борцу не больно
17. 2010 — Перемирие
18. 2010 — Дураки, дороги, деньги
19. 2011 — Generation П
20. 2012 — Детка — Песня «Антинародная» («Капитошка»)
21. 2012 — Русская дискотека
22. 2012 — Кококо
23. 2013 — Те, с которыми я. Валерий Левенталь (документальный)
24. 2014 — ЧБ
25. 2014 — Реальные упыри (англ. What We Do in the Shadows) — песня «Ласточка»
26. 2014 — Зайцев+1 — Песня «Money»
27. 2016 — заставка для шоу «С добрым утром, малыши!»
28. 2016 — Ёлки 5 — Песня «Начинаем отмечать!»
29. 2017 — Бабушка лёгкого поведения — Песня «Экспонат»
30. 2017 — Ну, здравствуй, Оксана Соколова!
31. 2018 — Дэдпул 2 — Песня «Возня в грязи» (звучит только в русскоязычной версии фильма)
32. 2018 — песня «Всё решается в финале» для рекламы финала Чемпионата мира по футболу 2018
33. 2018 — заставка для программы «Невзоровские среды» на радио «Эхо Москвы»
34. 2018 — Гоголь. Страшная месть — песня «Страшная месть»
35. 2019 — заставка для шоу «100янов» на телеканале «Россия-1»[37]
36. 2020 — Чума![131]
37. 2021 — По колено
38. 2021 — Турист[132]
39. 2021 — 16-й. Исповедь Евгения Пригожина[132]
40. 2021 — Гранит[132]
41. 2022 — Золотые соседи
42. 2022 — песня для рекламы реалити-шоу «Звёзды в Африке» на ТНТ
43. 2022 — песня для рекламы телесериала «Семья» на ТНТ[133]
44. 2023 — песня для рекламы государственной корпорации «Ростех»[134][135]
45. 2024 — Майор Гром. Игра — песня «Дракон»

## Съёмки в рекламе
- Летом 2012 года снялся в рекламе препарата «Аликапс», который повышает потенцию[136].
- Весной 2013 года снялся в рекламе журнала «Собака.ru».
- Осенью 2013 года снялся в рекламе пива «Арсенал» под оригинальную композицию Владимира Мятого.
- Весной 2014 года снялся в рекламе компании «Евросеть».
- Летом 2016 года снялся в рекламе Третьяковской галереи на Крымском Валу[137].
- Осенью 2017 года снялся в рекламе строительной компании «ТеремЪ»[138].
- Осенью 2017 года снялся в рекламе магазина бытовой техники и электроники Media Markt[139].
- Осенью 2017 года снялся в рекламе букмекерской конторы Leon[140][141][142].
- Осенью 2018 года и зимой 2019 года рекламировал сорбирующий препарат «Полисорб»[143][144].
- Зимой 2019 года снялся в рекламе воды «Святой источник»[145].
- Летом 2020 года стал рекламным лицом мобильного оператора «Мегафон»[146].
- Зимой 2021 года снялся в рекламе торговой сети «Пятёрочка»[147], а летом вместе с проектом «Зоя» стал её рекламным лицом[148][149][150].

## Конфликты

### Конфликт с Евгением Марченко
В мае 2016 года депутат Законодательного собрания Санкт-Петербурга Евгений Марченко обратился в прокуратуру с требованием проверить клип группы «Ленинград» «В Питере — пить» на пропаганду алкоголизма, также заявив, что вышедшее накануне Пасхи и 9 Мая произведение «позорит город, оскорбляет верующих и ветеранов». В ответ на это Сергей Шнуров в соцсети процитировал якобы указ Петра I, призывающий «пить вволю, пока держат ноги, а если откажут — пить сидя». В интервью изданию Life.ru Марченко призвал запретить деятельность Шнурова, при этом назвав его «плюгавым мужичком с гитарой». Шнуров ответил ироничным постом: «Воин Добра. Борец с плюгавым мужичком. Светоносный мыслитель. Олицетворение культурной столицы. Сказочный депутат. Увижу — расцелую», прикрепив к нему неудачную фотографию политика. Также музыкант опубликовал шуточную инструкцию по запрету себя: «Запретить Шнурова! Именно так! „Я тебя запрещаю!“ — громко трижды произнеси, плюнь, и исчезнет Шнуров. Волшебный депутат». Депутат в ответ заявил, что «с мужиками не целуется», назвал Шнурова «инфантильным» и предложил ему встретиться и поговорить при желании. Прокуратура не нашла в клипе «В Питере — пить» нарушений закона, назвав его сатирическим, а Евгений Марченко, в свою очередь, сообщил о планах обжаловать это решение.

### Конфликт со Всеволодом Чаплиным
27 января 2018 года в эфире одной из радиостанций священник Всеволод Чаплин возмутился наличию ненормативной лексики в творчестве Сергея Шнурова, предположив, что матерные песни разрешены только благодаря поклонникам группы, сидящим в самых высоких кабинетах, и предостерёг музыканта тем, что если тот не исправится, может попасть в ад. После этого на протяжении месяца оппоненты обменивались колкими стихотворениями. Оценивая поэтическое творчество дуэлянтов, доктор филологических наук Михаил Осадчий отдал предпочтение стихам Шнурова: «Тексты Шнура хоть и резкие, изобилуют лексикой грубой, но тем не менее они не агрессивные. А вот текст Чаплина завершается словами: „И на обломках либерастья мы оторвем им всем шнурки“. Этот текст обиженного, оскорбленного, раздраженного и агрессивного человека. Это не текст православного христианского пастора». После смерти Всеволода Чаплина Шнуров посвятил ему стихотворение.

### Конфликт с Алисой Вокс
Бывшая солистка Алиса Вокс подала в суд на Сергея Шнурова. Якобы она не подписывала договор, по которому передаёт права на отчисления по 39 песням за 1 тысячу рублей. 24 сентября 2021 года суд отклонил этот иск на 19,5 млн рублей.

### Конфликт из-за уборки снега в Санкт-Петербурге
15 января 2022 года на YouTube опубликован клип «Пока так», посвящённый проблеме неэффективной уборки снега, вывоза мусора и бездействию чиновников в Санкт-Петербурге. Видео запустило волну хейта в адрес Шнурова, высказали недовольство ряд петербургских публичных лиц, в том числе Михаил Пиотровский и Михаил Боярский. В ответ группа выпустила песню «Покаянная», в которой Шнуров в саркастичной форме признаётся в любви к Александру Беглову и берёт на себя всю вину за горы снега, скользкие улицы и горы неубранного мусора.

### Конфликт с Ксенией Собчак
1 февраля 2022 года Шнуров и Ксения Собчак поругались из-за клипа «Шмарафон», выпущенного на YouTube, в клипе пейоративной лексикой высмеивается предположительно Ксения Собчак, на что указывает ряд деталей её биографии. Через несколько часов после выхода клипа фанатская страница Сергея Шнурова в Instagram, где ранее были опубликованы клипы о ситуации в Санкт-Петербурге и губернаторе Александре Беглове, исчезла. Также новый клип перестал быть доступен в группе «Ленинграда» в Вконтакте.

### Конфликт с Александром Невзоровым
После начала вторжения России на Украину, Александр Невзоров выразил свою поддержку Украине и уехал из России. В своём клипе «Не Зорро!» Сергей Шнуров упрекнул журналиста Невзорова за решение покинуть Россию. Также он отметил попытку Невзорова получить украинское гражданство, сказав: «Он хохлов держал за лохов, как и нас за них держал».